# Río Kolpa
El río Kupa (croata) o Kolpa (esloveno) es un río que delinea la frontera natural entre el noroeste de Croacia y el sureste de Eslovenia.
El Kupa nace en la región montañosa de Gorski kotar, en Croacia, al noreste de Rijeka, en el parque nacional de Risnjak. Fluye en dirección este unos pocos kilómetros, recibiendo las aguas del pequeño río Čabranka antes de alcanzar la frontera eslovena.
Continúa fluyendo hacia el este, recibe el caudal del río Lahinja en Primostek, pasa a través de Vrbovsko, se separa de la frontera eslovena en Metlika y se dirige a la ciudad de Karlovac, donde se le unen dos afluentes más, el Dobra y el Korana. Más adelante recibe al Glina y al Odra, atraviesa Sisak y acaba desembocando en el río Sava.
- Datos: Q211046
- Multimedia: Kupa / Q211046